# السيح
مدينة السيح هي العاصمة الإدارية لمحافظة الخرج  والمقر الإداري للمحافظة، حيث تعتبر من أهم المدن في منطقة الرياض ويبلغ عدد سكانها (295,462) نسمة حسب تعداد السعودية 2022.

## الموقع
تقع مدينة السيح على خط العرض: 24.1667 وخط الطول: 47.5000 وتبعد عن العاصمة الرياض ما يقارب 75 كم باتجاه الجنوب الشرقي.

## السكان
تتمتع مدينة السيح بموقع إستراتيجي على الخارطة السعودية، وتتميز بتنوع النشاطات الحكومية والمدنية (زراعية وصناعية وعسكرية) مما ساهم في ارتفاع معدلات النمو السكاني ارتفاعا مطردا.

## التسمية
اكتسبت مدينة السيح هذا الاسم بسبب مياه العيون التي كانت تفيض وتسيح على وجه الأرض بكميات كبيرة وخصوصاً في الأودية التي تخترق المدينة.

## المناخ
المناخ قاري حار جاف صيفاً وبارد شتاءً قليل الأمطار يتحسن الجو ليلا منتصف شهر سبتمبر حتى يشتد البرد ومتوسط درجة الحرارة العظمى بالشتاء 18 والصغرى 5 وأحيانا تحت الصفر خلال شهري ديسمبرو يناير أما الصيف فمتوسط درجة الحرارة العظمى 48 والصغرى 31.

## الجغرافيا
تصب في مدينة السيح العيد من الأودية من أهمها ووادي السهباء، وتشتهر بوجود العيون وهي تجويفات داخل الأرض وتشهد العيون المائية في السيح خلال فترة الصيف إقبالا من قبل الزوار الذين يفدون إليها من داخل وخارج المملكة وخصوصاً من مواطني دول مجلس التعاون الخليجي. وتتميز عيون السيح منذ زمن طويل بمياهها الباردة خلال فصل الصيف والدافئة خلال الشتاء حيث توفر تلك العيون المائية أجواء جميلة يعشقها الناس بعد أن كانت مياه العيون تفيض وتسيح على وجه الأرض بكميات كبيرة وخصوصاً في الأودية التي تخترق مدينة السيح والتي اكتسبت هذا الاسم لجريان المياه فيها طوال العام. وعرفت السيح أنها أرض مياه حيث اكتسبت اسمها منذ القدم من مضمون طبيعتها الجغرافية التي تميزت بوفرة إنتاجها الزراعي وخصوبة أراضيها وعذوبة مياهها حيث توجد بها الكثير من الينابيع الطبيعية التي كانت تمد المزارع والمشاريع الزراعية بالمياه عبر مجموعة من القنوات والجداول المائية الجميلة.

## الطرق والمواصلات
السيح تعتبر مدينة استراتيجية فهى ملتقى طرق سريعة بين الخرج وبقية المناطق بل والدول المجاورة ومنها
- طريق الرياض الخرج ويعد أول طريق سريع بالمنطقة الوسطى والذي أُنشىء عام 1980م
- هناك طريق الجنوب المؤدي إلى منطقة عسير السياحية ثم إلى جمهورية اليمن ويمر عبره مواطني دول مجلس التعاون الخليجي خصوصا في فصل الصيف

أيضا هناك الطريق الذي يربط بين الخرج والمنطقة الشرقية ودول مجلس التعاون,قطر والإمارات وسلطنة عُمان.
وهو يربط بين دول الخليج وبين منطقة عسير واليمن عبر مدينة السيح.
- خط سكة حديد يمر عبر مدينة السيح الذي ينطلق من محطة الرياض إلى المنطقة الشرقية وخصوصا خط البضائع

## الأهمية الإستراتيجية
تعد مدينة السيح إحدى المدن الرئيسة والفاعلة في حاضر ومستقبل المملكة العربية السعودية فهي عاصمة الخرج الحديثة ومركزها الإداري والاقتصادي.... كما يجدر في هذه العجالة التنويه بما تتمتع به هذه المدينة من خصوصيات بحكم طابعها وما تمتلكه من مزايا ومقومات حيث تعد من المناطق الغنية بكل المقومات الاقتصادية الجاذبة للاستثمار والاستيطان، ليس هذا فحسب بل ومن الموارد الطبيعية والموقع الجغرافي والكثافة السكانية وهي ولا شك عوامل تكسب هذه المدينة مناخا ناجحا للاستثمار فيما لو استغلت الاستغلال الأمثل في خلق كيان اقتصادي قوي وفاعل ومتين يكون رافدا من روافد تنويع مصادر الدخل وداعما للناتج القومي والمحلي فضلا عن خلق فرص وظيفية للقوى البشرية الواعدة ولاسيما وهي المدينة الرديفة للعاصمة السياسية للبلاد..
وتحتضن مدينة السيح العديد من المنشآت الاقتصادية والحكومية الهامة لعل أبرزها المؤسسة العامة للصناعات العسكرية التي تعتبر المصانع العسكرية الوحيدة في الخليج العربي، وقاعدة الأمير سلطان الجوية التي تعتبر واحدة من أكبر القواعد الجوية في العالم، وتضم قاعدة الإمدادات والتموين الرئيسية للجيش العربي السعودي وتحولت إلى منطقة الخرج العسكرية بداية العام 1430 هـ والإدارة العامة للأسلحة والمدخرات والعديد من فروع القطاعات العسكرية المختلفة التابعة لوزارة الدفاع..

## الأهمية الاقتصادية
تقع مدينة السيح وسط إقليم زراعي واسع يعد أكبر المناطق الزراعية في المملكة وتحتضن أكبر شركات ومزارع ومصانع الألبان والدواجن السعودية التي تغطي بمنتجاتها دول مجلس التعاون الخليجي والأردن، وتعد المدينة الصناعية في جنوب السيح واحدة من أكبر المدن الصناعية في المملكة إذ تقام على مساحة تزيد عن / 100 مليون متر مربع / .

## معالم مدينة السيح
1. قصر الملك عبد العزيز التاريخي ويقع بحي العزيزية في قلب مدينة السيح وقد تم بناؤه عام 1938م ويعد أكبر قصور موحد المملكة العربية السعودية ويتميز بتصميم جميل يلفت نظر الزائر لوسط مدينة السيح حيث يتكون من خمس وحدات متماثلة من حيث التصميم ومواد البناء وعدد الطوابق وقد تم ترميم القصر مؤخراً.
2. برج مياه الخرج الذي يعتبر واحداً من أبرز أبراج المياه في الشرق الأوسط حيث يتميز بتصميم فريد من نوعه والبالغ ارتفاعه (105) متر ويقع على طريق الملك عبد العزيز في قلب مدينة السيح بمرافقه الثقافية والترفيهية ومطعمه الدوار.
3. منتزه المشتل ويعد أقدم المنتزهات في المملكة حيث كان مقصداً للزوار من مناطق المملكة للاستمتاع به طوال أكثر من خمسين عاما،
4. مدينة الملك عبد الله الترفيهية ( تحت الإنشاء ) تقع في شمال مدينة السيح وتقام على مساحة تزيد عن ( 400 ألف متر مربع ).
5. مركز الملك عبد العزيز الحضاري ( تحت الإنشاء ) ويقع في وسط مدينة السيح ويشغل المركز مساحة لا تقل عن 68 ألف متر مربع ويتكون المشروع من ساحة احتفالات وقاعة للاحتفالات الرسمية وقاعة للمحاضرات وفندق فئة خمس نجوم وكذلك ميدان مفتوح ويحيط بالموقع أهم المنشآت بوسط المدينة مثل قصر الملك عبد العزيز التاريخي (( قصر مشرف )) ومبنى ديوان المحافظة وجامع الملك عبد العزيز.
6. عيون السيح وتعد من أكبر العيون بالمملكة وتقع غرب مدينة السيح وتشهد العيون خلال فترة الصيف إقبالا كبيراً من قبل الزوار الذين يفدون إليها من داخل وخارج المملكة وخصوصاً من مواطني دول مجلس التعاون الخليجي.

## أهم المجمعات التجارية
تحتضن مدينة السيح العديد من المجمعات والمراكز التجارية الحديثة منها:
1- مجمع الحديثي مول
2- مجمع جو مول
3- مركز العقارية مول
4- مجمع الواحة مول
5- مجمع الخرج التجاري
6- مركز صحارى التجاري
7- مركز الكريديس ستي
8 - مركز روشن التجاري

## الأندية
تزخر مدينة السيح بوجود ناديين عريقين هما نادي الشعلة ونادي الكوكب.